# Brtnice (Velké Popovice)
Brtnice (německy Brtnitz) je vesnice v okrese Praha-východ, je součástí obce Velké Popovice. Nachází se asi 1 km na jih od Velkých Popovic. V okolí vesnice se nachází několik rybníků a protéká zde Mokřanský potok. Je zde evidováno 201 adres.V dolní části vesnice leží důležitý rozvaděč pitné vody pro Prahu, která je sem vedena z vodní nádrže Želivka. Dopravní obslužnost zde zajišťuje autobusová linka v rámci Pražské integrované dopravy ze Strančic, Todic a Všedobrovic (linka 461 a 761).

## Historie
Název této obce vychází ze slova brtník. Brtníci byli lidé, kteří se zabývali lesním včelstvem, jenž také chovali doma. Dříve byl med jediným sladidlem, ze kterého se také i v této oblasti vyráběl nápoj medovina. V Brtnici se nachází rybník Veselák. Potok, který z Veseláku vytéká, teče přes louku, vedle níž byla vodní tvrz. Tam zavedli z Veseláku potok, který napájel vodní příkop. Tím byla tvrz chráněna z obou stran. Dnes je zde stavení a místo vodní ochrany kolem tvrze se nacházejí zahrady. Rybník Veselák je především významný tím, že v roce 1866 k němu přišlo německé vojsko a mělo zde polní mši, protože zde padlo mnoho Němců v sedmileté válce. Je dokázáno, že na poli vedle rybníka se našly úlomky nádob z doby keltské a slovanské, odborně to posoudil pan Ing. Berounský.
Na pokraji lesa, kterému se říká Černé palouky či Babí důl, si lidé z Brtnice nosili černou hlínu, protože se dříve v této oblasti pálily milíře (dřevěné uhlí), proto černé palouky. Dále v lese (jižním směrem) jsou veliké kameny, o nichž se říká, že jejich historie sahá až do doby ledové.

### Černý mlýn
Jednalo se o vodní mlýn. Původ Černého mlýna sahá do období před třicetiletou válkou, ale předpokládá se, že jeho historie sahá hlouběji. Zajímavostí je, že v tomto mlýně žil slavný herec Eduard Cupák se svým přítelem.

## Další fotografie

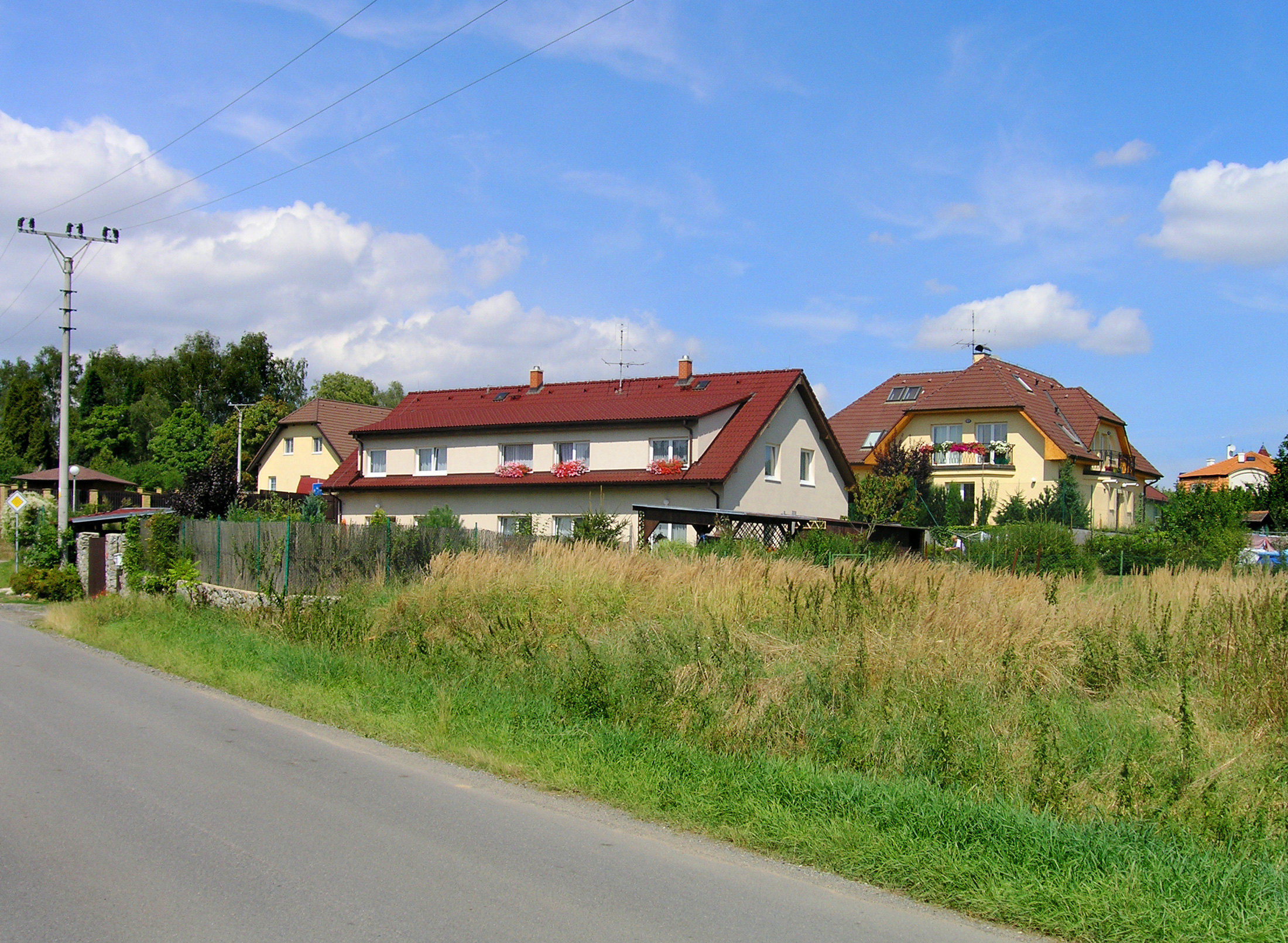
Severní část vesnice
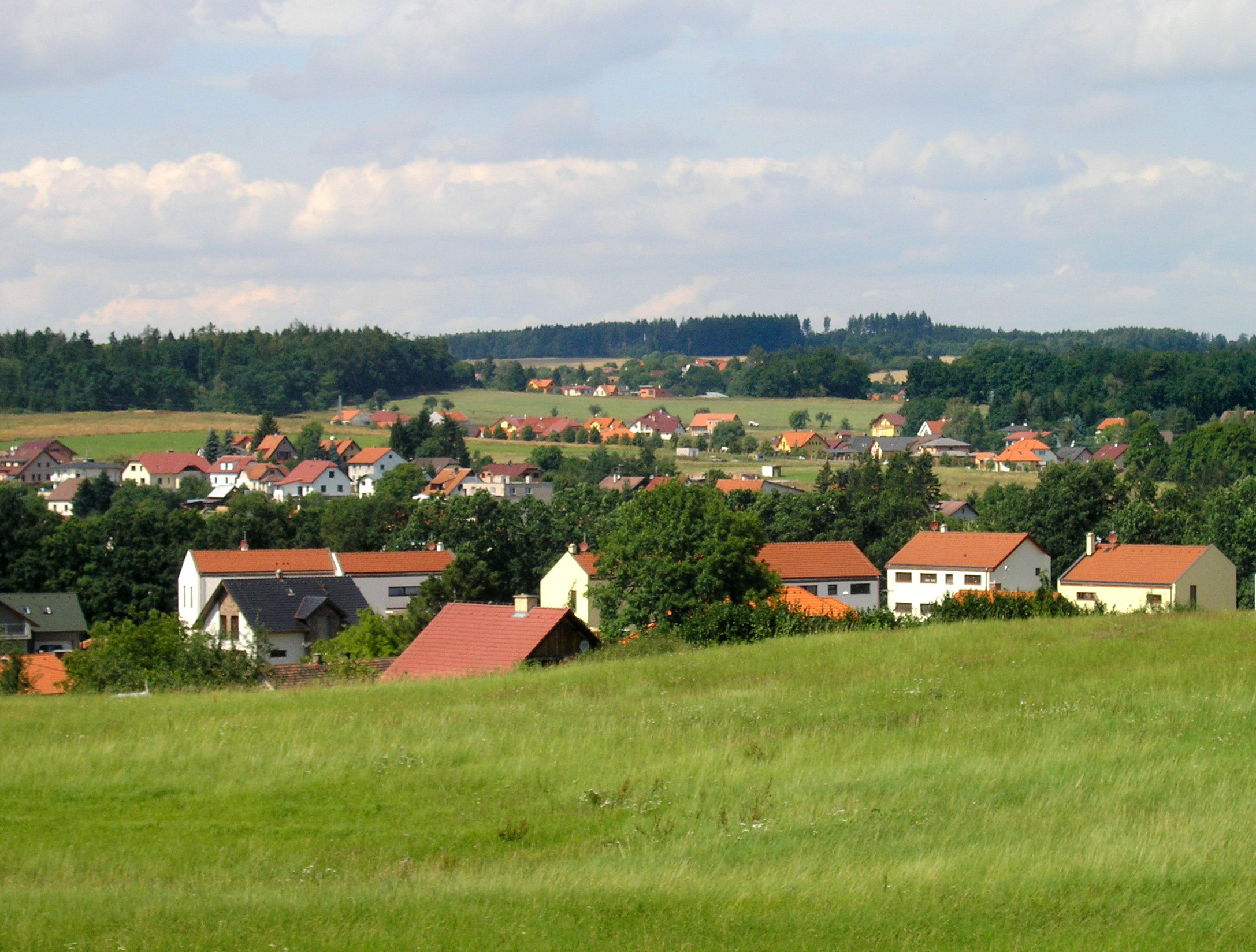
Brtnice z jihu
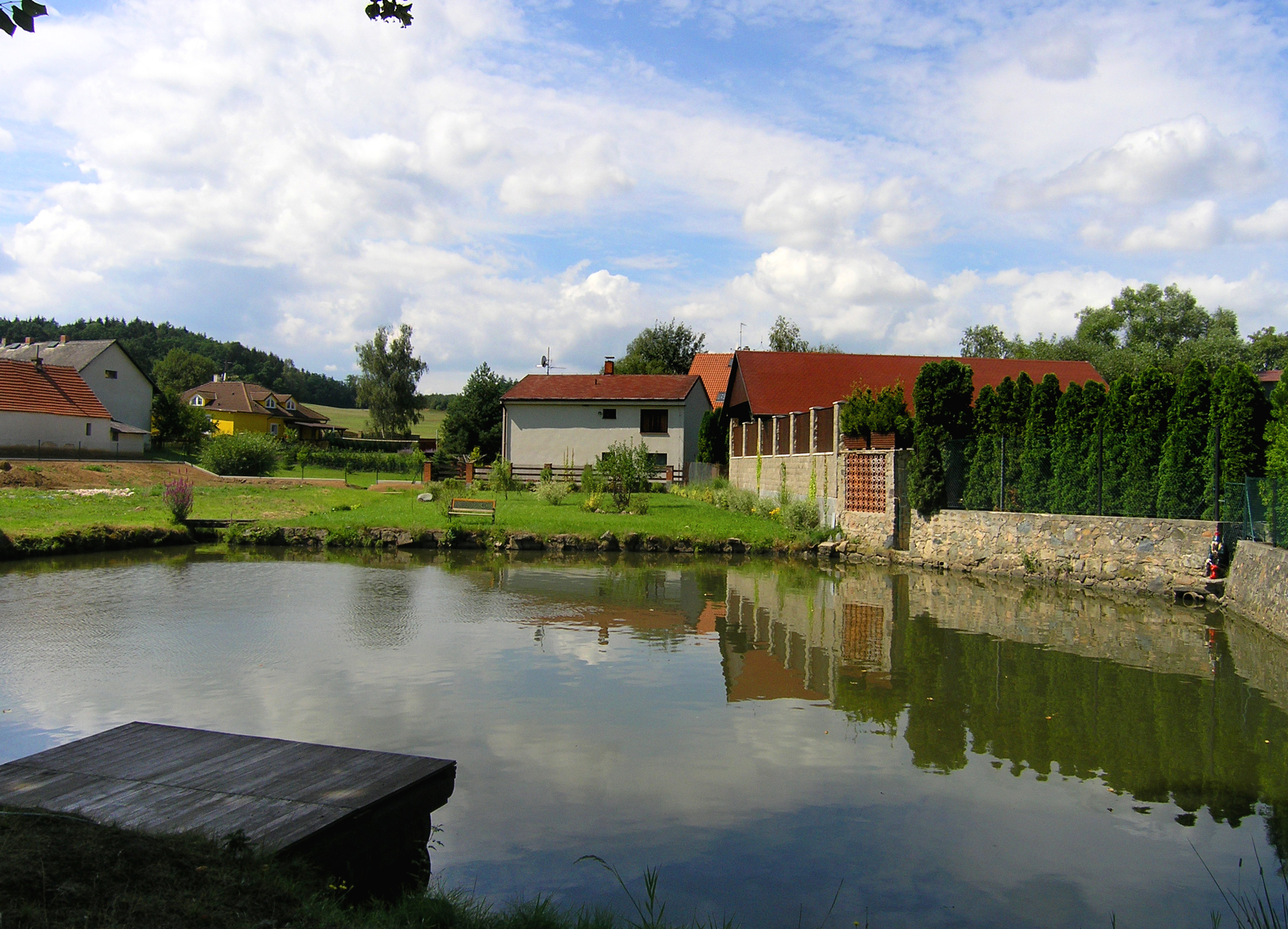
Náves s rybníkem